# MultiChrome
MultiChrome ist eine Multi-GPU-Technik von S3 Graphics zur Lastverteilung der Rechenarbeit auf mehrere Grafikchips. Das Verfahren wurde erstmals zur Kopplung von mehreren Grafikkarten mit Chrome S27 Grafikchips eingesetzt.
Folgende Grafikkarten unterstützen Multichrome: Chrome S25, Chrome S27, Chrome 430 GT, Chrome 440 GTX, Chrome 530 GT, Chrome 540 GTX.

## Betriebsmodi
MultiChrome bietet momentan zwei Modi:
- Alternate Frame Rendering (AFR)
- Split Frame Rendering (SFR)

## Chips/Karten die MultiChrome unterstützen
Folgende Grafikchips unterstützen MultiChrome:
- Chrome S20 Serie
- Chrome 400 Serie
- Chrome 500 Serie

Es werden dabei mindestens zwei gleiche Karten benötigt.